# Изабел Аджани
Изабѐл Ясмѝн Аджанѝ (на френски: Isabelle Yasmine Adjani) е френска кино и театрална актриса. Носителка на 5 награди Сезар (ненадминат рекорд) и двукратно номинирана за Оскар, известна с пристрастието и емпатията към героините си, често белязани от трагична съдба. Сред най-известните филми с участието на Изабел Аджани фигурират „Камий Клодел“, „Историята на Адел Ю.“, „Квартет“, „Кралица Марго“, „Убийствено лято“ и „Обладаване“. 

## Биография
Родена е на 27 юни 1955 г. в Париж. Дъщеря е на алжирския емигрант Мохамед Шариф Аджани и германката Ема Аугуста. На 12 години играе в любителски театър, на 15 години по време на лятната ваканция се снима в своя първи филм, „Малкият въглищар“, и продължава да се снима във филми. През 1974 г. играе в театър „Комеди Франсез“ пиесите „Училище за жени“ и „Ундина“, след което е поканена да подпише 20-годишен договор, но отказва, отдавайки предпочитание на киноактьорската си кариера. Световна известност получава с филма на Франсоа Трюфо „Историята на Адел Ю.“, където играе ролята на обезумялата дъщеря на Виктор Юго.
През 1980 г. се ражда синът ѝ Барнаби Нюитен от кинооператора Брюно Нюитен. После има кратка романтична връзка с американския актьор Уорън Бийти. През 1995 г. се ражда синът ѝ Габриел от британския актьор Даниел Дей-Луис, с когото живее в Лондон повече от пет години. През 2002 г. се проваля шумно афишираната ѝ сватба с композитора Жан Мишел Жар, като за причина се изтъкват честите му изневери.

## Най-важни отличия
- Сезар за най-добра актриса (Франция):
  - 1982 г. за филма „Обладаване“ на Анджей Жулавски
  - 1984 г. за филма „Убийствено лято“ на Жан Бекер
  - 1989 г. за филма „Камий Клодел“ на Бруно Нюитен
  - 1995 г. за филма „Кралица Марго“ на Патрис Шеро
  - 2010 г. за филма „Денят на полата“ на Жан-Пол Лилианфелд

- Международен филмов фестивал в Кан (Франция):
  - 1981 г.: Двоен приз за най-добра актриса за филмите „Обладаване“ на Анджей Жулавски и „Квартет“ на Джеймс Айвъри.

- Номинации за Оскар (САЩ):
  - 1976 г. за филма „Историята на Адел Ю.“ на Франсоа Трюфо
  - 1990 г. за филма „Камий Клодел“ на Бруно Нюитен

- Давид ди Донатело (Италия):
  - 1975 г.: Най-добра изгряваща чуждестранна актриса за филма „Плесницата“ на Клод Пиното
  - 1976 г.: Най-добра чуждестранна актриса за филма „Историята на Адел Ю.“ на Франсоа Трюфо

- Награди БАМБИ (Германия):
  - 1978 г.: Най-добра актриса за филма „Носферату - призракът на нощта“ на Вернер Херцог

## Избрана филмография
| Година | Филм                           | Оригинално заглавие          | Роля                           | Режисьор            | Бележки              |
| ------ | ------------------------------ | ---------------------------- | ------------------------------ | ------------------- | -------------------- |
| 1970   | Малкият въглищар               | Le petit bougnat             | Роз                            | Бернар Тублан-Мишел |                      |
| 1974   | Плесницата                     | La gifle                     | Изабел Дулен                   | Клод Пиното         |                      |
| 1975   | Историята на Адел Ю.           | L’Histoire d’Adèle H.        | Адел Юго                       | Франсоа Трюфо       | Номинация за „Оскар“ |
| 1976   | Наемателят                     | Le locataire                 | Стела                          | Роман Полански      |                      |
| 1976   | Бароко                         | Barocco                      | Лаура                          | Андре Тешине        |                      |
| 1978   | Шофьорът                       | The Driver                   | Играчът                        | Уолтър Хил          |                      |
| 1979   | Носферату - призракът на нощта | Nosferatu, Phantom der Nacht | Люси Харкър                    | Вернер Херцог       |                      |
| 1979   | Сестрите Бронте                | Les Soeurs Bronte            | Емили Бронте                   | Андре Тешине        |                      |
| 1981   | Обладаване                     | Possession                   | Анна / Хелен                   | Анджей Жулавски     |                      |
| 1981   | Квартет                        | Quartet                      | Мария Зели                     | Джеймс Айвъри       |                      |
| 1983   | Смъртоносна разходка           | Mortelle randonnee           | Катарина Лейрис / Люси / Мария | Клод Милър          |                      |
| 1983   | Убийствено лято                | L'été meurtrier              | Елиана                         | Жан Бекер           |                      |
| 1985   | Метро                          | Subway                       | Елен                           | Люк Бесон           |                      |
| 1987   | Ищар                           | Ishtar                       | Шира Асел                      | Илейн Мей           |                      |
| 1988   | Камий Клодел                   | Camille Claudel              | Камий Клодел                   | Брюно Нюитен        |                      |
| 1993   | Токсичната афера               | Toxic Affair                 | Пенелопа                       | Филомен Еспозито    |                      |
| 1994   | Кралица Марго                  | La Reine Margot              | Марго                          | Патрис Шеро         |                      |
| 1996   | Диаболично                     | Diabolique                   | Миа Баран                      | Джеремая Чечик      |                      |
| 1998   | Папараци                       | Paparazzi                    | себе си                        | Ален Берберян       |                      |
| 2002   | Разкаялата се                  | La repentie                  | Шарлота / Лейла                | Летисия Мейсън      |                      |
| 2002   | Адолф                          | Adolphe                      | Елеонора                       | Беноа Жако          |                      |
| 2003   | На добър път                   | Bon voyage                   | Вивиен Денверс                 | Жан-Пол Рапно       |                      |